# Яоань
Яоа́нь (кит. упр. 姚安, пиньинь Yáoān) — уезд Чусюн-Ийского автономного округа провинции Юньнань (КНР).

## История
После завоевания Дали монголами и вхождения этих мест в состав империи Юань в 1275 году была создана Яочжоуская область (姚州), входящая в состав Яоаньского региона (姚安路). После завоевания провинции Юньнань войсками империи Мин «регионы» были переименованы в «управы» — так в 1382 году появилась Яоаньская управа (姚安府), власти которой размещались там же, где и власти Яочжоуской области. В 1394 году вместо управы была создана структура для администрирования национальных меньшинств. Во времена империи Цин Яочжоуская область была с 1770 года подчинена Чусюнской управе (楚雄府). После Синьхайской революции в Китае была произведена реформа структуры административного деления, в ходе которой области и управы были упразднены, и поэтому в 1913 году Яочжоуская область была преобразована в уезд Яоань.
После вхождения провинции Юньнань в состав КНР в 1950 году был образован Специальный район Чусюн (楚雄专区), и уезд вошёл в его состав.
Постановлением Госсовета КНР от 18 октября 1957 года Специальный район Чусюн был преобразован в Чусюн-Ийский автономный округ.
В сентябре 1960 года уезд Яоань был присоединён к уезду Даяо, но уже в марте 1962 года он был воссоздан.

## Административное деление
Уезд делится на 5 посёлков и 4 волости.